# Nicolae Perțea
Nicolae Perțea, scris și Perța, (n. 10 august 1944, Făgăraș, Brașov, România – d. 3 octombrie 2023) a fost un atlet român, specializat în proba de 110 metri garduri.

## Carieră
Sportivul a fost multiplu campion național și balcanic. La Jocurile Europene în sală din 1969 de la Belgrad a cucerit medalia de bronz. În același an a participat la Campionatul European de la Atena unde s-a clasat pe locul 12. De patru ori a participat la Campionatele Europene  în sală. La ediția din 1970 a ocupat locul șapte și în 1973 a ajuns pe locul opt.

## Realizări
| An   | Competiție                   | Locație             | Loc | Eveniment     | Note |
| ---- | ---------------------------- | ------------------- | --- | ------------- | ---- |
| 1969 | Jocurile Europene în sală    | Belgrad, Iugoslavia | 3   | 50 m garduri  | 6,7  |
| 1969 | Campionatul European         | Atena, Grecia       | 12  | 110 m garduri | 14,3 |
| 1970 | Campionatul European în sală | Viena, Austria      | 7   | 60 m garduri  | 7,9  |
| 1971 | Campionatul European în sală | Sofia, Bulgaria     | 13  | 60 m garduri  | 8,1  |
| 1972 | Campionatul European în sală | Grenoble, Franța    | 13  | 50 m garduri  | 6,79 |
| 1973 | Campionatul European în sală | Rotterdam, Olanda   | 8   | 60 m garduri  | 7,96 |